# Bathyxylophila iota
Bathyxylophila iota är en snäckart som beskrevs av B.A. Marshall 1988. Bathyxylophila iota ingår i släktet Bathyxylophila och familjen Skeneidae. Inga underarter finns listade i Catalogue of Life.